# A qualsiasi prezzo (film 1968)
A qualsiasi prezzo è un film del 1968 diretto da Emilio P. Miraglia.

## Trama
Le vacanze del professor Herbert Cummings, vaticanista illustre, sono piuttosto singolari: dopo aver terminato uno studio sulla figura di San Pietro, infatti, si mette alla ricerca di quattro malviventi che lo possano aiutare a rubare il tesoro di San Pietro, ma il piano di Cummings é anche quella di eliminare i suoi complici. Ma, Cummings, durante il colpo, prede la moneta preziosa che gli ha regalato il cardinale Masoli e Cummings viene arrestato dall'Interpol che sequestra il bottino.